# Giambattista Pagliarino
Giambattista Pagliarino (Vicenza, 1415 – Vicenza, 1506) è stato un cronista medievale del Quattrocento.

## Biografia
Notaio, scrisse in latino le Croniche di Vicenza, opera composta di sei libri, che vanno "dal principio di questa Città fino al tempo ch'ella si diede sotto al Serenissimo Dominio Veneto nell'anno 1404", opera dedicata ai Deputati della Repubblica Vicentina.
Egli apparteneva ad una famiglia che nella sua opera descrive come "antichissima nella nostra Città siccome affermano tutti quelli che hanno scritto dell'antichità delle famiglie vicentine, li quali dicono esser venuta da Padova: questa famiglia è stata ornata di uomini dotti, di ricchezze e di Notari pubblici e autentici"; segue una lunga lista di presunti antenati.

### Croniche di Vicenza
Dopo aver spiegata l'origine di Vicenza - città di cui il Pagliarino attribuisce la fondazione ai Galli Senoni discesi in Italia al seguito di Brenno intorno al 400 a.C. - le Croniche raccontano anno per anno quanto successe nel territorio vicentino con la narrazione dei principali avvenimenti, specialmente quelli di carattere bellico o violento di cui la città stessa, contesa da opposte signorie, fu spesso teatro. L'autore dà speciale rilievo alle frequenti battaglie sostenute dai vicentini con i vicini padovani e veronesi durante il Basso Medioevo, ricordando anche le lotte intestine che seminarono stragi e rovine all'interno le mura.
Pagliarino intercala la narrazione dei fatti riportando i testi di bolle, decreti, lettere, privilegi e capitoli di particolare interesse per la storia locale, con spiegazioni circa l'origine di alcune denominazioni o date di costruzione di importanti edifici come chiese, monasteri e ponti. Egli descrive il territorio vicentino e i numerosi castelli ancora esistenti a quel tempo, dai quali uscirono molti nobili casati e termina passando in rassegna molte nobili famiglie già estinte e quelle ancora viventi al tempo in cui le Croniche venivano scritte.
Nelle sue descrizioni non mancano inesattezze e anacronismi, ma l'opera nasce in tempi in cui era ancora molto scarso il senso critico; fornisce comunque materiale molto interessante, cui attinsero largamente altri scrittori venuti successivamente e che ora può essere analizzato e rielaborato dalla critica storica moderna.

### Edizioni
- Croniche di Vicenza di Battista Pagliarino, scritte dal principio di questa città, sino al tempo, ch'ella si diede sotto al serenissimo dominio veneto 1404. Diuise in libri sei. Date in luce da Giorgio Giacomo Alcaini. In Vicenza, appresso Giacomo Amadio, stampator della città, 1663
  - Croniche di Vicenza, Bologna, Forni, 1971.
  - Cronicae, a cura di James S. Grubb, Padova, Antenore, 1990.